# استیون دبلیو. دورسی
استیون دبلیو. دورسی (انگلیسی: Stephen W. Dorsey؛ زاده ۲۸ فوریهٔ ۱۸۴۲ - درگذشته ۲۰ مارس ۱۹۱۶) سناتور سابق عضو جمهوری‌خواه بود. وی در سال ۱۸۷۳ تا ۱۸۷۹ میلادی سناتور ایالت آرکانزاس در سنای ایالات متحده آمریکا بود.